# AKB48
AKB48 és un grup femení de pop japonès, creat el 2005 pel lletrista i productor musical Yasushi Akimoto.
AKB48 està format per 4 equips: Team A, Team K, Team B i Team 4. La intenció inicial era tenir 16 membres en cadascun de tres equips, amb un total de 48, però el nombre ha variat amb el pas del temps, i ha superat les 120 persones. AKB48 és molt popular al Japó. El grup té una ratxa de 9 senzills consecutius en el nº 1 de la llista setmanal de senzills d'Oricon.
AKB48 té diversos grups germans instal·lats en altres ciutats japoneses com Osaka (NMB48), Nagoya (SKE48), Fukuoka (HKT48), Niigata (NGT48) i a altres països com l'Índia (DEL48), Tailandia (BNK48) o les Filipines (MNL48).
La seva fama mundial les ha dut a actuar a països d'arreu en esdeveniments de cultura japonesos com a l'Anime Expo de LA, la Japan Expo de París o el 25 Manga Barcelona del 2019.

## Discografia

### Senzills
| Any  | Nº | Títol | Notes                                        | Posicions en llista         | Posicions en llista      | Posicions en llista       | Vendes (Oricon) |
| Any  | Nº | Títol | Notes                                        | Oricon Weekly Singles Chart | Billboard Japan Hot 100* | RIAJ Digital Track Chart* | Vendes (Oricon) |
| ---- | -- | --- | -------------------------------------------- | --------------------------- | ------------------------ | ------------------------- | --------------- |
| 2006 | 1  | "Sakura no Hanabiratachi" (桜の花びらたち) | Autoeditats                                  | 10                          |                          |                           | 46 000          |
| 2006 | 2  | "Skirt, Hirari" (スカート、ひらり) | Autoeditats                                  | 13                          | 21 000                   |                           |                 |
| 2006 | 1  | "Aitakatta" (会いたかった) | Senzill debut sota el segell DefSTAR Records | 12                          | 32**                     | 51 000                    |                 |
| 2007 | 2  | "Seifuku ga Jama o Suru" (制服が邪魔をする) |                                              | 7                           |                          | 22 000                    |                 |
| 2007 | 3  | "Keibetsu Shiteita Aijō" (軽蔑していた愛情) |                                              | 8                           | 23 000                   |                           |                 |
| 2007 | 4  | "BINGO!" |                                              | 6                           | 26 000                   |                           |                 |
| 2007 | 5  | "Boku no Taiyō" (僕の太陽) |                                              | 6                           | 29 000                   |                           |                 |
| 2007 | 6  | "Yūhi o Miteiru ka?" (夕陽を見ているか?) |                                              | 10                          | 18 000                   |                           |                 |
| 2008 | 7  | "Romance, Irane" (ロマンス、イラネ) |                                              | 6                           | 22                       | 23 000                    |                 |
| 2008 | 8  | "Sakura no Hanabiratachi 2008" (桜の花びらたち2008) |                                              | 10                          | 26                       | 25 000                    |                 |
| 2008 | 9  | "Baby! Baby! Baby!" | Senzill digital                              |                             | ×                        |                           |                 |
| 2008 | 10 | "Ōgoe Diamond" (大声ダイヤモンド) | Primer senzill sota el segell King Records   | 3                           | 13                       | 51**                      | 97 000          |
| 2009 | 11 | "10nen Zakura" (10年桜, Jūnen Zakura) |                                              | 3                           | 13                       |                           | 125 000         |
| 2009 | 12 | "Namida Surprise!" (涙サプライズ!) |                                              | 2                           | 5                        | 28                        | 169 000         |
| 2009 | 13 | "Iiwake Maybe" (言い訳Maybe) |                                              | 2                           | 2                        | 11                        | 145 000         |
| 2009 | 14 | "RIVER" |                                              | 1                           | 2                        | 17                        | 260 000         |
| 2010 | 15 | "Sakura no Shiori" (桜の栞) |                                              | 1                           | 1                        | 15                        | 405 000         |
| 2010 | 16 | "Ponytail to Chouchou" (ポニーテールとシュシュ) |                                              | 1                           | 1                        | 4                         | 726 000         |
| 2010 | 17 | "Heavy Rotation" (ヘビーローテーション) |                                              | 1                           | 1                        | 1                         | 827 000         |
| 2010 | 18 | "Beginner" |                                              | 1                           | 1                        | 2                         | 1 032 000       |
| 2010 | 19 | "Chance no Junban" (チャンスの順番) |                                              | 1                           | 1                        | 12                        | 693 000         |
| 2011 | 20 | "Sakura no Ki ni Narō" (桜の木になろう) |                                              | 1                           | 1                        | 3                         | 1 076 000       |
| 2011 | —  | "Dareka no Tame ni ~What can I do for someone?~" | Senzill benèfic digital                      |                             | 17                       | 2                         |                 |
| 2011 | 21 | "Everyday, Kachūsha" (Everyday、カチューシャ) |                                              | 1                           | 1                        | 1                         | 1 564 000       |
| 2011 | 22 | "Flying Get" (フライングゲット) |                                              | 1                           | 1                        | 1                         | 1 354 000       |
| 2011 | 23 | Kaze wa fuite iru (風は吹いている) |                                              | 1                           | 1                        | 1                         | 1 457 000       |
| 2011 | 24 | Ue kara Mariko (上からマリコ) |                                              | 1                           | 1                        | 3                         | 1 304 000       |
| 2012 | 25 | Give Me Five! |                                              | 1                           | 1                        | 1                         | 1 434 000       |
| 2012 | 26 | Manatsu no sounds good! (真夏のsounds good !) |                                              | 1                           | 1                        | 2                         | 1 797 000       |
| 2012 | 27 | Gingham Check (ギンガムチェック Gingamu Chekku) |                                              | 1                           | 1                        |                           | 1 316 240       |
| 2012 | 28 | UZA |                                              | 1                           | 1                        | 1 262 707                 |                 |
| 2012 | 29 | Eien pressure (永遠プレッシャー) |                                              | 1                           | 1                        | 1 206 054                 |                 |
| 2013 | 30 | So Long! |                                              | 1                           | 1                        | 1 132 853                 |                 |
| 2013 | -  | Tenohira ga kataru koto (掌が語ること) |                                              | 1                           | 1                        | ×                         |                 |
| 2013 | 31 | Sayonara Crawl (さよならクロール) |                                              | 1                           | 1                        | 1 955 162                 |                 |
| 2013 | 32 | Koi suru fortune cookie (恋するフォーチュンクッキー) |                                              | 1                           | 1                        | 1 479 036                 |                 |
| 2013 | 33 | Heart ereki (ハート・エレキ) |                                              | 1                           | 1                        | 1 282 830                 |                 |
| 2013 | 34 | Suzukake no ki no michi de ”kimi no hohoemi o yume ni miru” to itte shimattara bokutachi no kankei wa dō kawatte shimau no ka, bokunari ni nannichi ka kangaeta ue de no yaya kihazukashii ketsuron no yōna mono (鈴懸の木の道で「君の微笑みを夢に見る」と言ってしまったら 僕たちの関係はどう変わってしまうのか、僕なりに何日か 考えた上でのやや気恥ずかしい結論のようなもの) |                                              | 1                           | 1                        | 1 081 658                 |                 |
| 2014 | 35 | Mae shika mukanē (前しか向かねえ) |                                              | 1                           | 1                        | 1 115 616                 |                 |
| 2014 | 36 | Labrador retriever (ラブラドール・レトリーバー) |                                              | 1                           | 1                        | 1 787 367                 |                 |
| 2014 | 37 | Kokoro no Placard (心のプラカード) |                                              | 1                           | 1                        | 1 067 976                 |                 |
| 2014 | 38 | Kibōteki Refrain (希望的リフレイン) |                                              | 1                           | 1                        | 1 199 429                 |                 |
| 2015 | 39 | "Green Flash" |                                              | 1                           | 1                        | 1 045 492                 |                 |
| 2015 | 40 | "Bokutachi wa Tatakawanai" | ****                                         | 1                           | 1                        | 1 782 897                 |                 |
| 2015 | 41 | "Halloween Night" |                                              | 1                           | 1                        | 1 331 573                 |                 |
| 2015 | 42 | "Kuchibiru ni Be My Baby" |                                              | 1                           | 1                        | 1 090 171                 |                 |
| 2016 | 43 | "Kimi wa Melody" |                                              | 1                           | 1                        | 1 295 645                 |                 |
| 2016 | 44 | "Tsubasa wa Iranai" | ****                                         | 1                           | 1                        | 1 519 387                 |                 |
| 2016 | 45 | "LOVE TRIP / Shiawase wo Wakenasai" |                                              | 1                           | 1                        | 1 217 750                 |                 |
| 2016 | 46 | "High Tension" |                                              | 1                           | 1                        | 1 218 677                 |                 |
| 2017 | 47 | "Shoot Sign" |                                              | 1                           | 1                        | 1 080 818                 |                 |
| 2017 | 48 | "Negaigoto no Mochigusare" | ****                                         | 1                           | 1                        | 1 385 393                 |                 |
| 2017 | 49 | "#SukiNanda" |                                              | 1                           | 1                        | 1.120.617                 |                 |
| 2017 | 50 | "11gatsu no Anklet" |                                              | 1                           | 1                        | 1.129.524                 |                 |
| 2018 | 51 | "Jabaja" |                                              | 1                           | 1                        | 1.172.399                 |                 |
| 2018 | 52 | "Teacher Teacher" |                                              | 1                           | 1                        | 1.172.399                 |                 |
| 2018 | 53 | "Sentimental Train" |                                              | 1                           | 1                        | 1.476.462                 |                 |
| 2018 | 54 | "No Way Man" |                                              | 1                           | 1                        | 1.236.233                 |                 |
| 2019 | 55 | "No Way Man" |                                              | 1                           | 1                        | 1.306.184                 |                 |
| 2019 | 56 | "Sustainable" |                                              | 1                           | 1                        |                           |                 |

* La llista Billboard Japan Hot 100 va ser creada el febrer de 2008, la llista RIAJ Digital Track Chart va ser creada el abril de 2009.

** el 2010

### Àlbums

#### Àlbums d'estudi
| Any  | Nº | Àlbum | Posició                    | Vendes (Oricon) | Certificació (RIAJ)       |
| Any  | Nº | Àlbum | Oricon Weekly Albums Chart | Vendes (Oricon) | Certificació (RIAJ)       |
| ---- | -- | --- | -------------------------- | --------------- | ------------------------- |
| 2008 | 1  | Set List ~Greatest Songs 2006–2007~ (SET LIST～グレイテストソングス 2006-2007～) - Data de llançament: 1 de novembre de 2008 - Rellançat el 14 de juliol de 2010 sota el títol de Set List ~Greatest Songs~ Kanzenban - Discogràfica: DefSTAR Records (DFCL-1429/30 (Limited), DFCL-1431 (Regular), DFCL-1653 (Kanzen)*) | 29 2*                      | 54 000 152 000* | Platí (250 000+)          |
| 2010 | 2  | Kamikyokutachi (神曲たち) - Data de llançament: 7 d'abril de 2010 - Discogràfica: King Records (KIZC-65/6 (Regular), NKCD-6512/3 (Theater)) | 1                          | 523 000         | 2× Platí                  |
| 2011 | 3  | Koko ni Ita Koto (ここにいたこと) - Data de llançament: 8 de juny de 2011 - Discogràfica: King Records (KIZC-90117/8 (Limited), KIZC-117/8 (Regular), NKCD-6546 (Theater)) | 1                          | 750 000+        | 1 000 000+)               |
| 2012 | 4  | 1830m - Data de llançament: 15 d'agost de 2012 - Discogràfica: King Records (KIZC-163/4/5, NKCD-6611/2) | 1                          | 1 042 879       | 1 000 000+                |
| 2014 | 5  | Tsugi no ashiato - Data de llançament: 22 de gener de 2014 - Discogràfica: King Records (KIZC-90240/1/2, KICS3014/5/6/7, NKCD-6655) | 1                          | 1 028 899       | 1 000 000+                |
| 2015 | 6  | Koko ga Rhodes da, Koko de Tobe! (ここがロドスだ、ここで跳べ!) - Data de llançament: 21 de gener de 2015 - Discogràfica: King Records (KIZC-90265/7 (Limited), KICS-3162/3/4/5 (Regular Type A/B), NKCD-6695 (Theater))                                                                                                  | 1                          | 746 717         | 1 000 000+)               |
| 2015 | 7  | 0 to 1 no Aida (0と1の間) - Data de llançament: 18 de novembre de 2015 - Discogràfica: King Records KICS-3312/3 (No.1 Singles), KICS-3314/5 (Million Singles), KIZC-90343/6 (Complete Singles), NKCD-6720/1 (Theater))                                                                                                   | 1                          | 625 756         | triple platí (1 000 000+) |
| 2017 | 8  | Thumbnail (サムネイル) - Data de llançament: 25 de gener de 2017 - Discogràfica: King Records (KIZC-370/1 (Type A), KICS-3468 (Type B), NKCD-6777 (Theater ed.) | 1                          | 609 565         | triple platí              |
| 2018 | 9  | Bokutachi wa, Ano Hi no Yoake wo Shitteiru (僕たちは、あの日の夜明けを知っている) - Data de llançament: 24 de gener de 2018 - Discogràfica: King Records | 1                          | 576,123         | doble platí               |

* el 2010 sota el títol de Set List ~Greatest Songs~ Kanzenban (SET LIST～グレイテストソングス～完全盤)